# 东辽河
东辽河是辽河支流。位于辽宁省北部和吉林省西南部，发源于中华人民共和国吉林省，东辽县辽河源镇安乐村小葱顶子山东南。河网复杂。向西在辽宁省康平县三门郭家与西辽河汇流，后称辽河。

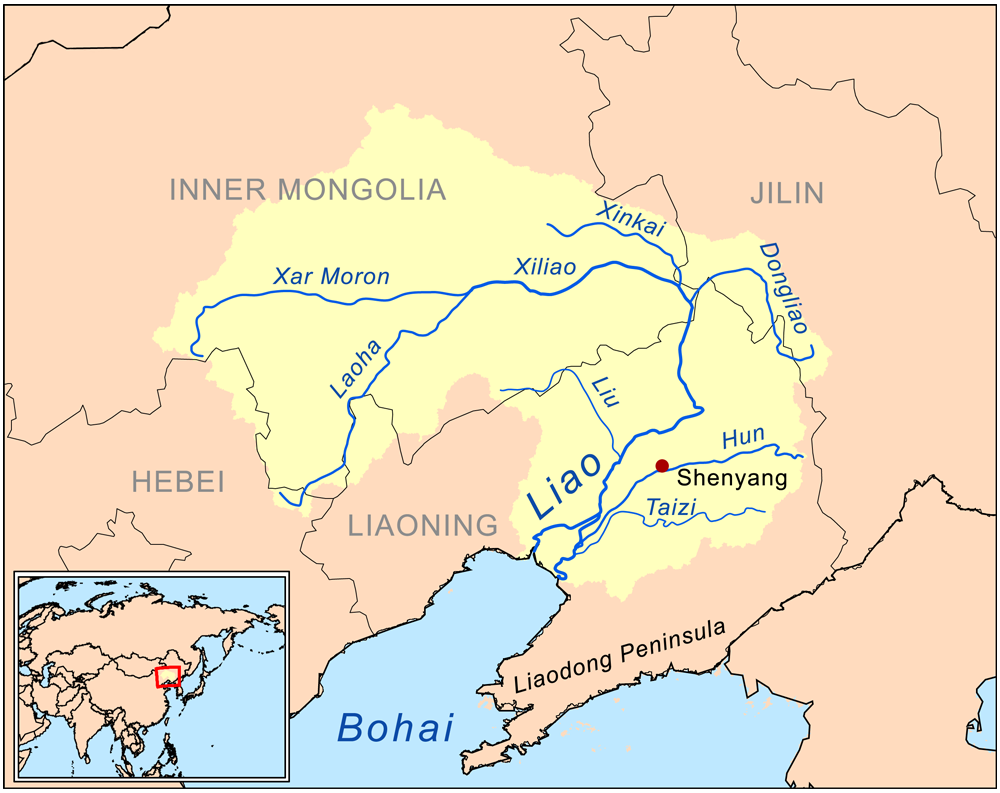
东辽河位置图

东辽河是双辽市与梨树县、辽宁省昌图县的界河。